# Johann Conrad Wolff
Johann Conrad Wolff (* 1766; † 1815 in Kassel) war ein deutscher Hofstuckateur.

## Familie
Johann Conrad Wolff entstammte der Kasseler Architektenfamilie Wolff, die auf seinen 1730 in Kassel verstorbenen und möglicherweise aus der Schweiz eingewanderten Urgroßvater Johann Wolf zurückging. Er war der Sohn des Kasseler Stadtbaumeisters Johannes Wolff (1731–1791) und wuchs zusammen mit seinen Geschwistern Johann Henrich (1753–1801, Baumeister und Militäringenieur), Heinrich Abraham (1761–1812, Baumeister) und Georg Theodor (1768–1812, Militäringenieur) auf.

## Wirken
Er war während seines Studiums an der Kasseler Kunstakademie in den Jahren von 1781 bis 1790 Schüler der Hofbildhauer Ludwig Daniel Heyd, Daniel Ludwig Heyd und Johann August Nahl dem Älteren. Während seiner zweijährigen Ausbildung einer der Dresdener Kunstakademie war er Schüler von Giovanni Battista Casanova. Er hielt sich einige Zeit in Italien, vor allem in Rom auf, von wo er 1795 zwei Marmorbüsten zum Preis von 200 Reichstalern an das Museum Kassel verkaufte. Von 1796 an arbeitete er als Stuckateur im Schloss Wilhelmshöhe. Seine Arbeiten bei der Ausgestaltung des Schlosses Weimar in den Jahren von 1800 bis 1805 wurden (angeblich) von Johann Wolfgang von Goethe initiiert. 1806 erfolgte seine Ernennung zum Hofstuckateur. Johann Conrad arbeitete bis zu seinem Tod in Kassel.

## Werke (Auswahl)
- 1802 Relief für den Sockel eines Denkmals für Johann Georg Büsch (Digitalkisat)
- 1803 Studie eines Flechtbandornaments (Digitalisat)
- 1810 Unvollendeter Plafondentwurf, Untersicht